# Route nationale 398
La route nationale 398 ou RN 398 était une route nationale française reliant Dun-sur-Meuse à Érize-la-Petite. À la suite de la réforme de 1972, elle a été déclassée en RD 998.

## Ancien tracé de Dun-sur-Meuse à Érize-la-Petite (D 998)
- Dun-sur-Meuse (km 0)
- Doulcon (km 2)
- Aincreville (km 5)
- Bantheville (km 8)
- Romagne-sous-Montfaucon (km 11)
- Charpentry (km 21)
- Varennes-en-Argonne, où elle rencontrait la RN 46 (km 25)
- Neuvilly-en-Argonne (km 33)
- Clermont-en-Argonne (km 39)
- Auzéville-en-Argonne (km 41)
- Rarécourt (km 44)
- Froidos (km 46)
- Autrécourt-sur-Aire (km 49)
- Fleury-sur-Aire (km 53)
- Nubécourt (km 55)
- Beauzée-sur-Aire (km 61)
- Érize-la-Petite (km 66)